# Poratophilus australis
Poratophilus australis är en mångfotingart som beskrevs av Filippo Silvestri 1897. Poratophilus australis ingår i släktet Poratophilus och familjen Harpagophoridae. Inga underarter finns listade i Catalogue of Life.